# Dwight, Illinois
Dwight är en by i den amerikanska delstaten Illinois med en yta av 7 km² och en folkmängd, som uppgår till 4 363 invånare (2000). Största delen av byn är belägen i Livingston County och resten i Grundy County. I Dwight finns den berömda bankbyggnaden Frank L. Smith Bank av Frank Lloyd Wright.

## Kända personer från Dwight
- Frank L. Smith, politiker, kongressledamot 1919–1921